# Gens Fannia
La gens Fannia o Fania fue un conjunto de familias de origen plebeyo de la Antigua Roma que compartían el nomen Fannio. Ningún miembro de esta gens es mencionado en la historia romana con anterioridad al siglo II a. C. El primero que obtuvo el consulado fue Cayo Fannio Estrabón en 161 a. C.

## Praenomina
Los únicos praenomina asociados con los Fannios son Cayo, Marco y Lucio.

## Ramas ycognomina
El único nombre conocido en esta gens bajo la República romana es Estrabón. Otros Fannios durante este periodo están mencionados sin un cognomen.